# Квазицилиндрични звукови вълни
Квазицилиндричните звукови вълни са звукови вълни, породени от линеен източник, чиято шумова енергия се разпространява в пространството като цилиндър с безкрайна дължина.

В акустиката се разглеждат два модела на разпространение на звуковите вълни – от точков или от линеен източник. В първия случай шумовата енергия се разпространява във вид на сфера, а във втория – като цилиндър с безкрайна дължина.
Прието е намалението на нивото на шума да се изчислява при двукратно увеличаване на разстоянието. Звуковата енергия намалява пропорционално на площта на фронта, т.е. на r2 или на r, където r е разстоянието от източника на шум до изчислителната точка. Тогава, за сферичната вълна намалението ще бъде
(1) {\displaystyle \Delta L(r)=20\lg \left({\frac {r}{r_{0}}}\right),dB(A),}
а за цилиндричната –

(2) {\displaystyle \Delta L(r)=10\lg \left({\frac {r}{r_{0}}}\right),dB(A),}
където r0 е някакво базово разстояние, m.
От формули (1) и (2) следва, че намалението на нивото на шума при увеличаване на разстоянието е с еднакъв градиент, който не зависи от разстоянието между източника и изчислителната точка и при удвояване може да взема стойности само 6 или 3 dB(A).
Това твърдение противоречи на натурните измервания в градска среда и на резултатите от лабораторните експерименти. Затова, през 1984 г. Н. Николов  дефинира нов клас звукови вълни, които определя като „квазицилиндрични“. Физически, квазицилиндричните вълни се пораждат от синфазно излъчващи подредени точкови източници. Поради това, може да се очаква, че при ограничен брой източници, вълните ще имат свойства близки до сферичните, а при неограничен брой – на цилиндричните. Следователно, при удвояване на разстоянието намалението на шума ще бъде не по-малко от 3 dB(A), а увеличението – не по-голямо от 6 dB(A).
Поради тези причини, Николай Николов, Методи Маждраков и Добриян Бенов  предложиха обобщено уравнение за разпространението на звуковите вълни, което може да се разглежда и като общо уравнение на аналогичните процеси в хидродинамиката.
Диференциалното уравнение на разпространение на квазицилиндричните звукови вълни има вида 
(3) {\displaystyle p(r,t)=B{{\left({\frac {\omega }{2c}}\right)}^{\frac {1-n}{2}}}\left({\frac {n+1}{2}}\right){{r}^{\frac {1-n}{2}}}{{J}_{\frac {n-1}{2}}}\left({\frac {\omega }{c}}r\right)\sin \omega t.}

където B и Г са функциите на Бесел и Гама-функция;
c е скоростта на разпространение на звука, m/s;
t – времето за разпространение на вълната, s;
ω – ъгловата честота на вълната, rad/s;
r – разстоянието до източника на шум, m;
n – коефициент, който отразява вида на вълната; при n=1 вълната е цилиндрична, при n=2 – сферична, 1<n<2 – вълната е квазицилиндрична.
Източниците на квазицилиндрични вълни могат да бъдат с безкрайна или крайна дължина.
Като физически модел, източникът на квазицилиндрични вълни с безкрайна дължина е най-близък до автомобилния поток по автомагистрали и магистрални улици с неограничен брой единични излъчватели. Потокът се характеризира с разстоянието, което заема един автомобил (собствената дължина + дистанцията) – ℓ, m. Тогава, при удвояване на разстоянието, нивото на звука намалява с
(4) {\displaystyle \Delta L(r)=10\left(1+{\frac {\lg {}^{\ell }\!\!\diagup \!\!{}_{\pi }\;}{\lg r}}\right){\frac {r}{{r}_{0}}},dB(A),}
Практически, разстоянието ℓ се определя от две величини – интензивността на движение N (брой МПС за 1 час) и средната скорост на движение (V, km/h) –
(5) {\displaystyle \ell ={\frac {1000V}{N}},m,}
На фиг. 1 е показано намалението на нивото на звука при удвояване на разстоянието от транспортния поток при различни интервали между източниците.
Източник на квазицилиндрични звукови вълни с крайна дължина е движещият се влак. В този случай, броят на излъчвателите – n, е краен и те са разположени на разстояние ℓ един от друг по права линия.
Източникът с крайна дължина се моделира с два показателя.
1. Пространствен коефициент на насоченост

(6) {\displaystyle D(\Theta )=\left|{\frac {\sin \left({\frac {n\pi \ell }{\lambda }}\sin \Theta \right)}{n\sin \left({\frac {\pi \ell }{\lambda }}\sin \Theta \right)}}\right|,}
където Θ е отклонението от нормалата към източника (0<Θ<90°);
λ – дължина на вълната, m.
На фиг. 2 е показан характера на насочеността на квазицилиндричен източник с крайна дължина.
Формула (6) е развитие на известната формула за определяне на насоченост , която се отнася за ограничен брой единични източници.
2. Намалението на нивото на шума от източник, разположен в точка А до приемна точка, разположена в точка В е
(7) {\displaystyle \Delta L(r)=20\lg {\frac {{\left\{{\sqrt {\sum \limits _{i=1}^{n}{\frac {1}{r_{i}^{2}}}+2\sum \limits _{i=1}^{n}{\sum \limits _{m=i+1}^{n}{{\frac {1}{{{r}_{i}}{{r}_{m}}}}\cos \left[k\left({{r}_{i}}-{{r}_{m}}\right)\right]}}}}\right\}}_{A}}{{\left\{{\sqrt {\sum \limits _{i=1}^{n}{\frac {1}{r_{i}^{2}}}+2\sum \limits _{i=1}^{n}{\sum \limits _{m=i+1}^{n}{{\frac {1}{{{r}_{i}}{{r}_{m}}}}\cos \left[k\left({{r}_{i}}-{{r}_{m}}\right)\right]}}}}\right\}}_{B}}},dB(A),}
където индексите А и B означават, че всички разстояния в скобите се отнасят съответно до точка А и до точка B.
На фиг. 3 е показано абсолютното (а) и относителното (б) намаление на нивото на звука от квазицилиндричен източник с крайна дължина при различни разстояния между и еднакъв брой (20) между единичните източници.
При моделиране на нивото на шума от движещ се влак спрямо неподвижен наблюдател, се съчетават формулите (6) и (7) (фиг. 4) .
В частния случай, когато броят на източниците n=2, от формула (7) следва
(8) {\displaystyle \Delta L(r)=20\lg {\frac {\sqrt {{{\left(2{{r}_{A}}\right)}^{2}}+{{\left({\frac {\ell }{2}}\right)}^{2}}}}{\sqrt {{{r}_{A}}^{2}+{{\left({\frac {\ell }{2}}\right)}^{2}}}}}.}
От фиг. 5 се вижда, че намалението на нивото на звука при удвояване на разстоянието асимптотично се приближава към 6 dB(A).

## Изводи
- Квазицилиндричните звукови вълни са нов клас вълни, при които нивото на шума при всяко удвояване на разстоянието се намалява с повече от 3 и по-малко от 6 dB(A) в зависимост от структурата на източника.
- Източниците на квазицилиндрични звукови вълни могат да бъдат с безкрайна или крайна дължина. За определяне на намаланието на нивото на звука от тези източници са съставени съответните математически модели.
- Тези модели са значително по-сложни от известните и тяхното практическо приложение не е възможно без използването на изчислителна техника.